# Urban Solitude
Urban Solitude är ett musikalbum från 1999 med den nederländska sångerskan Anouk.

## Låtlista
- 01 In the sand
- 02 Don't
- 03 Are You kidding Me
- 04 Tom Waits
- 05 Urban Solitude
- 06 U being u
- 07 Michel
- 08 Dark
- 09 My Best Wasn't Good Enough
- 10 It wasn't me
- 11 Cry
- 12 Body brain
- 13 My Friend